# Doktor sen
Doktor sen je debutové studiové album Miroslava Žbirky. V roce 1980 ho vydalo slovenské hudební vydavatelství Opus.

## Seznam skladeb
1. „Klaun z domu číslo 6“
2. „Doktor Sen“
3. „V slepých uličkách“
4. „Mám čierny deň“
5. „Bežec na šachovnici“
6. „Starý muž z osamelého domu“
7. „Modrá kniha lásky“
8. „Ako obrázok“
9. „Zázračný dáždnik“
10. „Aréna“
11. „Sedem divov tvojich líc“
12. „Balada o poľných vtákoch“